# Casa al carrer Major, 17 (Sant Climent Sescebes)
La casa al carrer Major, 17 és un edifici al nucli urbà de la població de Sant Climent Sescebes (Alt Empordà), a l'extrem sud-est del nucli antic del municipi. Casa de poble construïda segurament l'any 1819, tal com ho testimonia la data gravada a la llinda de la finestra del primer pis.
L'immoble, catalogat a l'Inventari del Patrimoni Arquitectònic de Catalunya, entre mitgeres de planta rectangular, amb la coberta de teula de dues vessants i distribuït en planta baixa i dos pisos. La construcció està bastida en pedra sense treballar de diverses mides i fragments de maons, disposats més o menys regularment Alguns trams del parament conserven restes del revestiment arrebossat. El portal d'accés, a l'extrem de migdia de la façana principal, és d'obertura rectangular amb els brancals bastits amb carreus de pedra i la llinda plana. Al costat, una finestra reformada d'arc rebaixat. Al pis, damunt del portal, destaca una finestra balconera emmarcada amb carreus de pedra i la llinda plana gravada amb una inscripció il·legible. Al seu costat hi ha una finestra rectangular, emmarcada amb quatre grans carreus de pedra i la llinda gravada amb l'any 1819. A la segona planta hi ha dues finestres rectangulars, una d'elles reformada i l'altra emmarcada en pedra.